# Iluzje w bliskim związku
Iluzje w bliskim związku – efekt poznawczy występujący u osób w bliskich relacjach polegający na spostrzeganiu swojego związku i partnera w tendencyjny, nadmiernie pozytywny sposób. 

## Wyniki badań
Badania wykazały, że 95% osób uważa swojego partnera za inteligentniejszego, atrakcyjniejszego i obdarzonego większym poczuciem humoru niż przeciętny partner, a także posiadającego więcej zalet niż inni ludzie. 
Pozytywne iluzje dotyczą zarówno zalet partnera, jak i postrzeganego przez nas podobieństwa pomiędzy naszym partnerem a nami samymi. Okazuje się, że osoby pozostające w związkach małżeńskich postrzegają swoich partnerów jako bardziej podobnych do siebie, niż to jest w rzeczywistości. Dzięki temu oceniają swoje związki jako bardziej satysfakcjonujące, ponieważ mają wrażenie, że są lepiej rozumiane przez partnera.

### Zależność między satysfakcją a poziomem idealizowania
Postrzeganie partnera w znacznej mierze zależy od poziomu satysfakcji ze związku. Osoby, które są w swoim związku szczęśliwe, uważają, że wady ich partnerów są drobne i powszechne, natomiast zalety – wielkie i wyjątkowe. W jednym z badań eksperymentatorzy porównywali samoocenę badanych osób z tym jak oceniane są przez przyjaciela i partnera. Okazało się, że bliscy widzą znacznie więcej zalet u swoich partnerów niż ich przyjaciele czy nawet oni sami, ale tylko wtedy, gdy satysfakcja ze związku jest wysoka. Jeśli związek jest niesatysfakcjonujący - partnerzy widzą mniej zalet niż przyjaciele i sami badani. 

### Korzyści
Pozytywne iluzje są bardzo korzystne dla związku. Badacze dowiedli, że jeśli na początku relacji partnerzy mają więcej pozytywnych iluzji, to w przyszłości będą mieli mniej wątpliwości i większą satysfakcję ze związku niż pary, które od początku postrzegały partnerów bardziej realistycznie. Oznacza to, że zjawisko idealizowania partnera i pozytywnych iluzji służy podtrzymaniu bliskości i zaangażowania oraz trwałości związku. Ponadto wykazano, że po pewnym czasie, partner zaczyna dostrzegać u siebie więcej tych zalet, na które zwraca uwagę jego ukochany/ukochana. Można przypuszczać, że pewna doza idealizacji i iluzji jest niezbędna dla przetrwania związku.

### Zagrożenia
Idealizacja partnera jest korzystna na poziomie globalnej oceny („Jest wspaniały!”), ale na poziomie specyficznych zachowań lepiej jest mieć obraz bliski rzeczywistości - być świadomym/ą mocnych i słabych stron swojego partnera („Marcin jest fatalnym kucharzem”). Idealizacja na poziomie specyficznych zachowań może prowadzić do nierealistycznych oczekiwań, a w konsekwencji do większego rozczarowania partnerem.
Pozytywne postrzeganie partnera ma swoją ciemną stronę: jeśli partner postrzega nas bardziej pozytywnie, niż my sami siebie, to doświadczamy w tym związku mniej intymności.

### Związek z zaangażowaniem
Iluzoryczne przekonania dotyczą nie tylko partnera, ale również samego związku: ludzie potrafią wskazać znacznie więcej zalet własnego związku niż cudzego i znacznie mniej wad swojego związku niż cudzego. Innymi słowy: myślimy, że nasz związek jest lepszy niż cudzy. Jest to związane z zaangażowaniem – im bardziej jesteśmy zaangażowani w swój związek, tym silniej wierzymy, że jest lepszy niż związki innych ludzi.

### Zależność między występowaniem zjawiska a czasem
Ciekawe zjawisko zaobserwowali badacze, pytając długoletnie małżeństwa, o to jak są szczęśliwi w związku. Jeśli, co pewien czas, pytali o aktualny poziom szczęścia, to porównując wyniki dochodzili do związku, że poziom satysfakcji ze związku systematycznie spada. Jeśli jednak prosili osoby badane, aby oceniły swój poziom szczęścia z perspektywy czasu, badani twierdzili, że przez pewien czas nie działo się zbyt dobrze, ale teraz jest już znacznie lepiej. Badani oceniając na bieżąco swój poziom szczęścia mówili, jak rzeczywiście jest. Zaangażowanie w związek sprawia jednak, że ludzie mają silną potrzebę wierzyć, że ich związek jest szczęśliwy. Dlatego kiedy mieli ocenić swój poziom szczęścia z perspektywy czasu, twierdzili, że co prawda nie za dobrze się działo, ale ostatnio jest lepiej.